# Teatro del Hermitage
El Teatro del Hermitage (del ruso: Эрмитажный театр, Hermitazhny teatr) de San Petersburgo en Rusia es uno de los cinco edificios que conforman el complejo arquitectónico del Museo del Hermitage y que se asientan junto al Muelle del Palacio sobre el río Neva. El complejo fue declarado Patrimonio de la Humanidad en 1990. 

## Historia

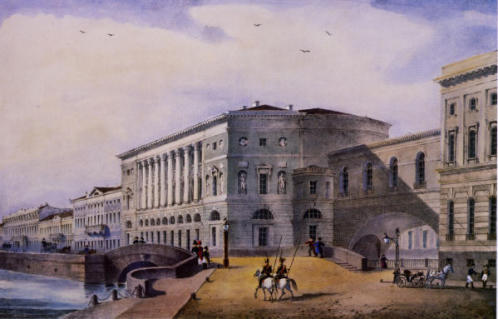
El Teatro y el puente del Hermitage en una acuarela de 1824

El Teatro del Hermitage fue el segundo teatro del Palacio de Invierno y remplazó al Teatro Imperial que había estado en uso desde 1764 a 1783. En aquel tiempo, todos los teatros rusos eran de propiedad imperial. Tanto en Moscú como en San Petersburgo había uno dedicado a la ópera y el ballet y otro a las comedias y tragedias. Los de ópera eran conocidos como «Gran Teatro» (Bolshói en ruso), y los de drama hablado eran el «Pequeño Teatro» (Maly). Los “Teatros Imperiales”, además de los Maly, eran el Bolshói de Moscú («Gran Teatro Imperial de Moscú»), y en San Petersburgo el Bolshói Kámenny Teatr («Gran Teatro de Piedra»), predecesor del actual Mariinski, y el Hermitazhny Teatr, entre otros.
Proyectado como teatro palladiano fue construido entre 1782 y 1785 por orden de Catalina la Grande y siguiendo un proyecto de Giacomo Quarenghi quien se inspiró en el Teatro Olímpico de Vicenza. El teatro se edificó en el mismo emplazamiento que antes ocupaba el tercer Palacio de Invierno de Pedro el Grande y que se demolió por ruinoso y obsoleto. Algunos restos de esta estructura aún pueden verse en la actualidad. 
Los diseños de Quarenghi para el teatro fueron grabados y publicados en 1787 haciendo ganar a su autor una gran notoriedad por toda Europa.

## Estructura

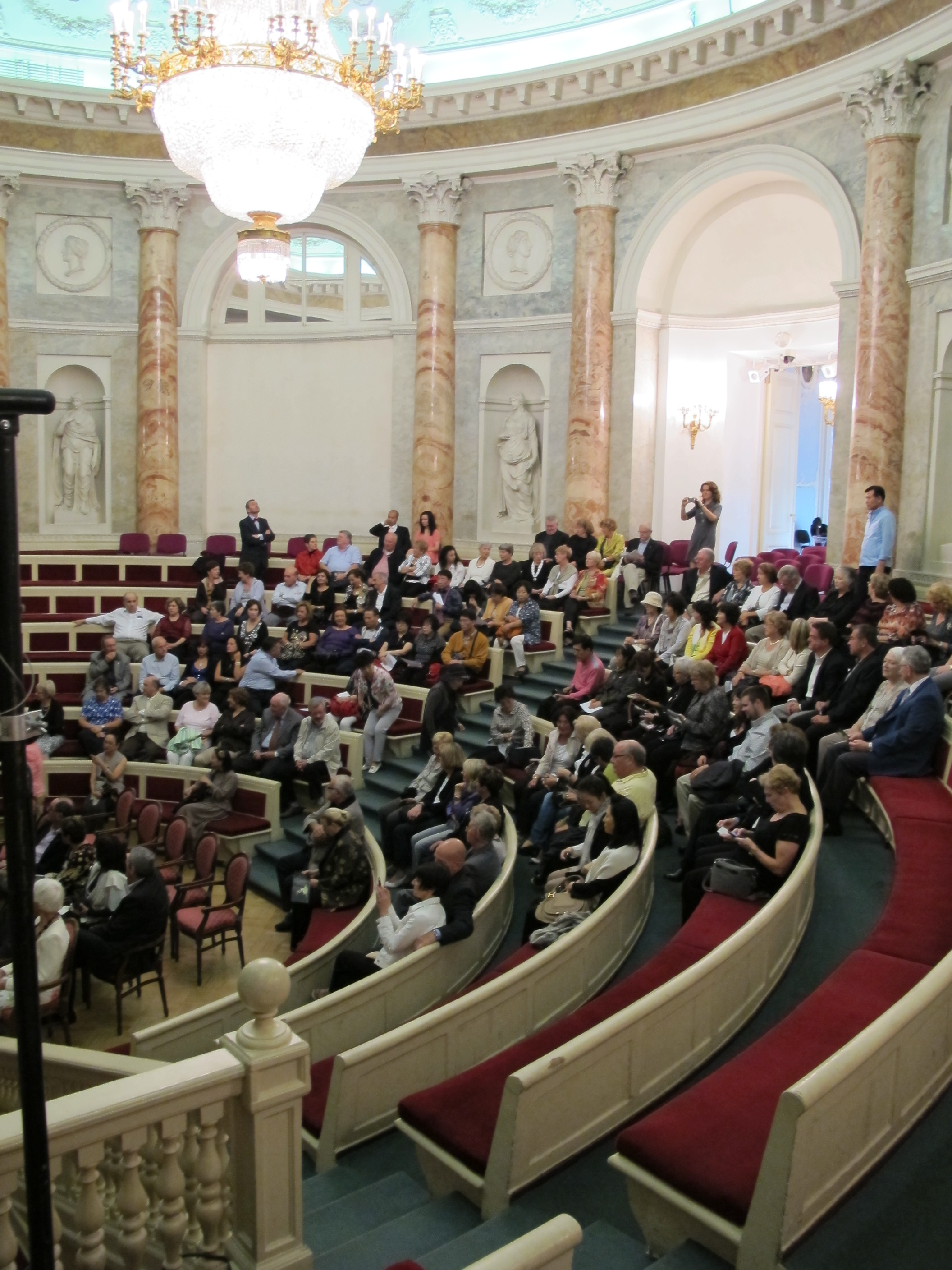
Interior de estilo palladiano (foto de 2011)

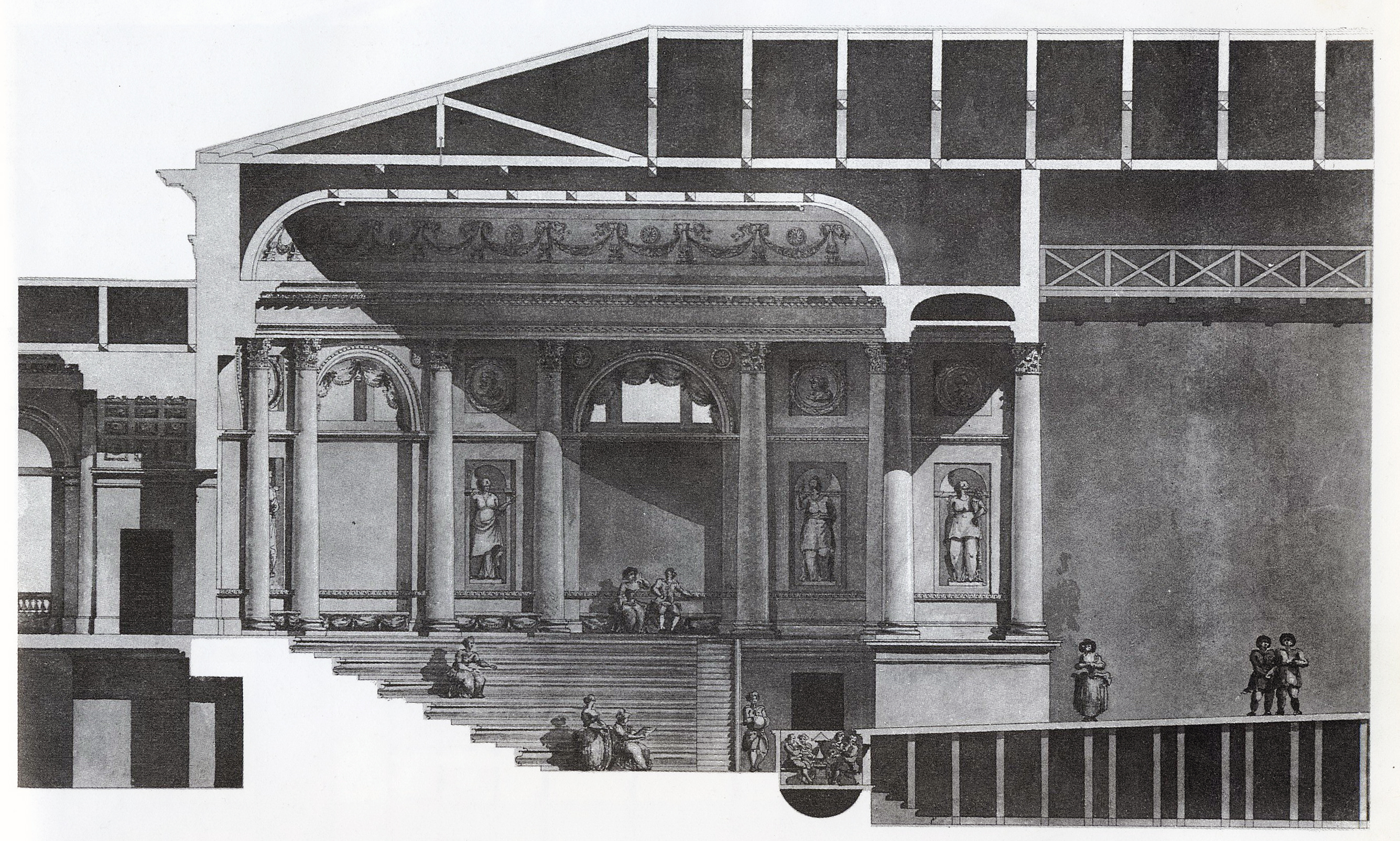
Diseño del proyecto de Quarenghi (1783)

El auditorio semicircular está decorado con mármol de colores y rodeado de diez pequeños nichos que acogen las estatuas de Apolo y de las Musas. El interior permanece prácticamente intacto desde la época de su edificación aunque no se pueda decir lo mismo de la pintura que antes la adornaba. Se trataba de una obra del artista italiano Pietro Gonzaga que sus coetáneos alabaron largamente debido a su gran belleza pero que fue destruida durante la Revolución Rusa.
La ceremonia oficial de inauguración tuvo lugar el 22 de noviembre de 1785. El auditorio podía acoger a más de 250 personas aunque casi siempre se superaba esta cifra y en concreto, el día de la inauguración, se podría decir que se llegó al hacinamiento. Por lo general, a las representaciones asistían varias docenas de nobles invitados por el monarca en persona. Como muestra de gratitud hacia Quarenghi por su excelente trabajo en la construcción del teatro se construyó un palco privado para él y su familia desde el que podían asistir a las representaciones que quisieran y verlas en lugar privilegiado. A partir del siglo XIX también se comenzó a permitir la entrada de algunos miembros selectos del cuerpo diplomático. 
A pesar de que el edificio se usó para el entretenimiento de la Familia Imperial Rusa hasta la llegada de la Revolución, el teatro se acabó convirtiendo en una especie de monumento a los gustos y aficiones de la emperatriz Catalina gran aficionada al teatro llegando a poner en escena varias obras hechas específicamente para ser representadas allí. También en el Hermitage se pudieron ver las óperas prima del compositor italiano Domenico Cimarosa protegido de Catalina. La emperatriz llegó a tener un vestuario en el teatro formado por más de 15.000 vestidos de todo tipo. 
Mathilde Kschessinska, Anna Pávlova y Fiódor Chaliapin son sólo algunos ejemplos de los grandes artistas que actuaron en el Hermitage ante Nicolás II. También la danza tuvo un lugar preferente destacando el estreno del Harlequinade por Marius Petipa en el año 1900. 
Con llegada de la Revolución Rusa, el teatro se usó para labores de tipo administrativo y no sería hasta 1991 que recuperaría su función original y su escenario acogería de nuevo a grandes estrellas tales como Sviatoslav Richter, Mstislav Rostropóvich o Yelena Obraztsova.

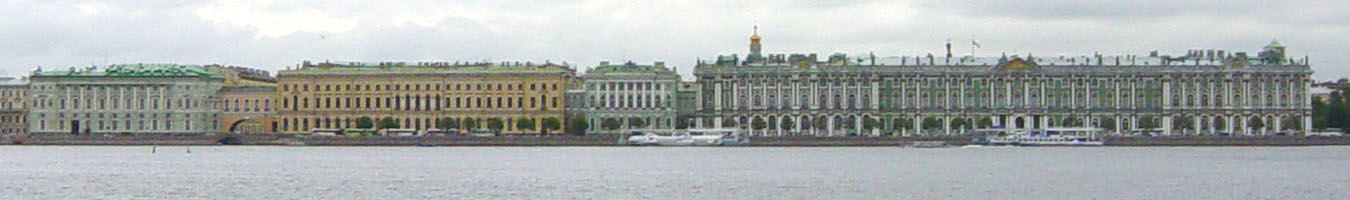
El complejo arquitectónico del Hermitage a la orilla del río Nevá. El teatro es el último edificio de la izquierda adosado al Puente del Hermitage.